# Palais des Armures
Le palais des Armures (en russe : Оружейная палата) est un bâtiment situé dans l'enceinte du kremlin de Moscou. Construit  en 1851 sur les plans de l'architecte Konstantin Thon (à qui l'on doit également le grand palais du Kremlin et la cathédrale du Christ-Sauveur), il arbore une façade d'apparat.
Les bâtiments qui préexistaient à son emplacement et servaient d'arsenal dataient du XVIe siècle.

## Architecture
Ce palais constitue un exemple de l'interprétation donnée par Konstantin Thon du style national russe et de l'architecture éclectique en Russie au XIXe siècle. L'architecte juxtapose une symétrie régulière provenant de l'application des règles du classicisme et une imitation de la décoration de l'ancienne Russie. Les volumes du monument sont lourds mais s'accompagnent de détails décoratifs délicats. L'édifice n'a pas de centre clairement identifiable comme en possèdent les édifices classiques.
Il est formé de la juxtaposition de nombreuses cellules uniformes telles que l'on en trouve dans les immeubles de rapport de l'époque. Les façades ne reflètent pas les aménagements internes qui sont composés de grandes salles d'apparat.
Mais cette caractéristique permet à l'architecte Thon de  ne pas troubler l'ensemble du Kremlin en laissant leur suprématie aux architectures plus anciennes. 

## Musée
La première mention de l'édifice remonte à 1547. Mais son nom de « palais des Armures » n'apparaît que vers les années 1560.
Il était à l'origine un arsenal et on y confectionnait et conservait alors des armes et défenses de corps royales. Le palais des Armures est devenu un riche musée où est présenté l'ensemble des trésors accumulés par les princes et les tsars au cours des siècles tels qu’armes, armures, couronnes et costumes royaux, carrosses, trônes, mobilier ainsi qu'une magnifique collection d'œufs de Fabergé.
Un fonds diamantaire qui le jouxte contient une collection éblouissante de pierres précieuses, dont le célèbre diamant Orlov, et des chefs-d'œuvre de joaillerie.

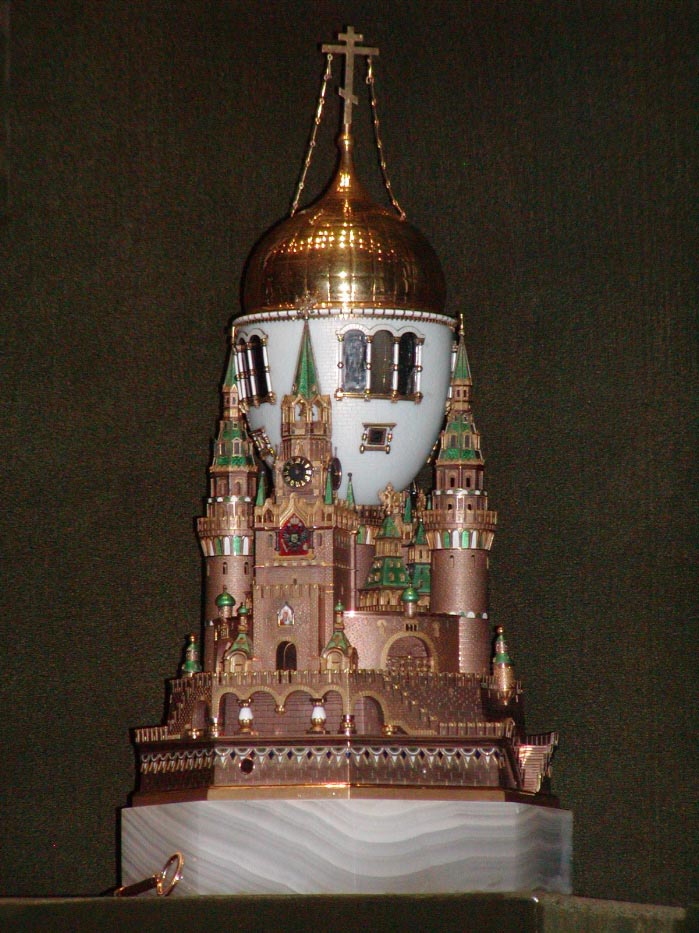
Œuf de Fabergé du Kremlin.
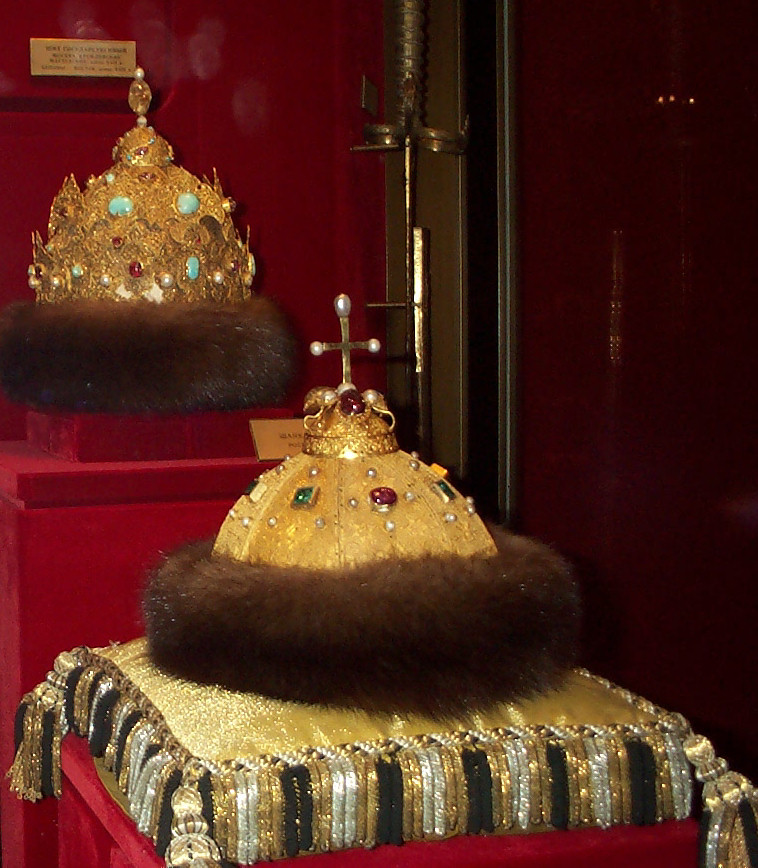
Bonnet de Vladimir Monomaque.
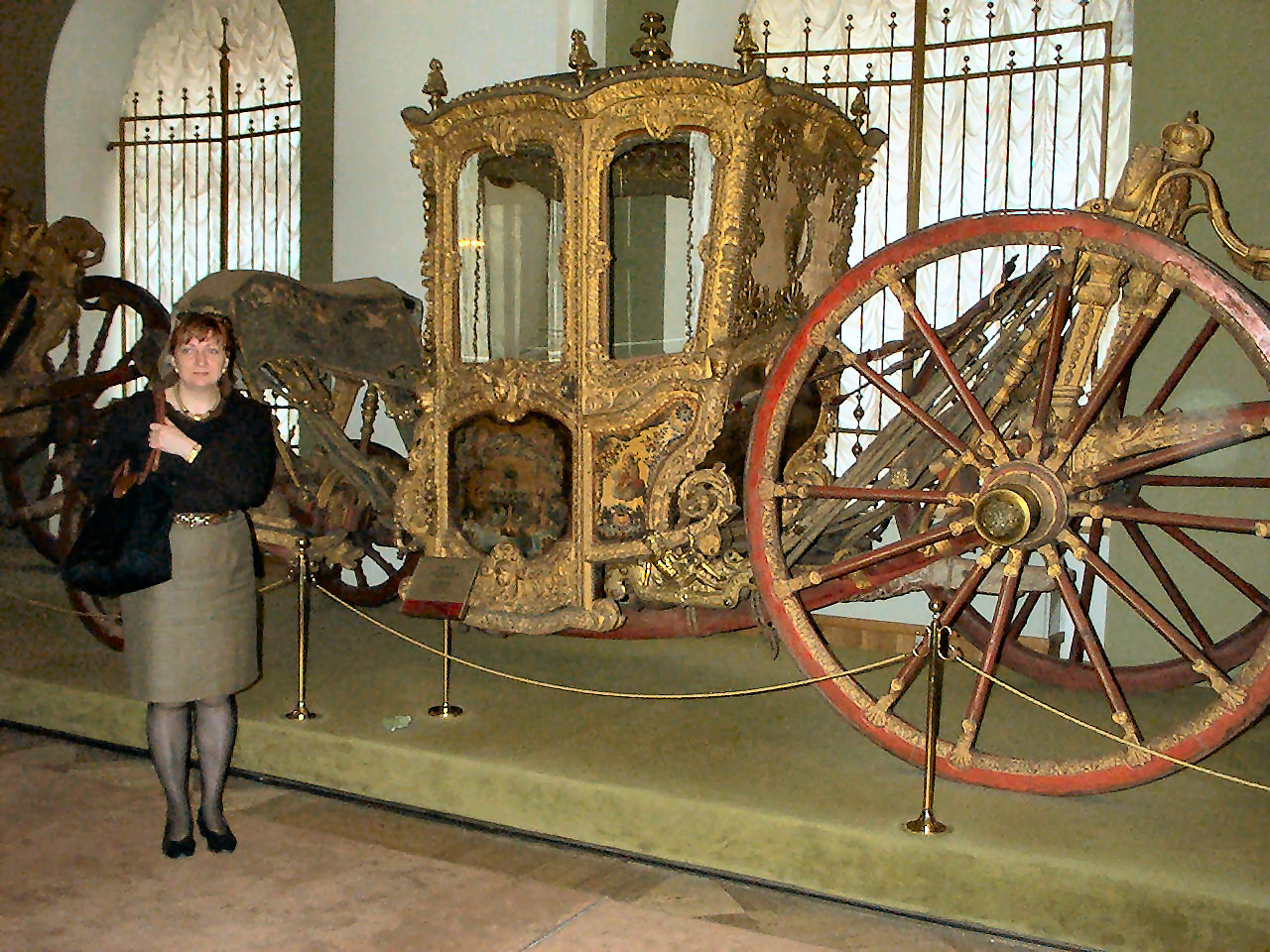
Carrosse d'apparat de l'impératrice Anne (1739).
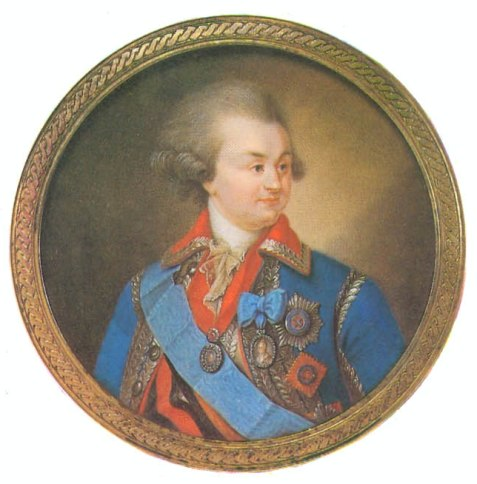
Miniature du prince Potemkine par Viollier.

Aujourd'hui neuf salles sont ouvertes au public :
- première salle : orfèvrerie et objets en argent de Russie du XIIe au XVIIe siècle ;
- deuxième salle : orfèvrerie et objets en argent de Russie du XVIIe au début du XXe siècle ;
- troisième salle : armement de parade européen et oriental du XVe au XIXe siècle ;
- quatrième salle : armement russe du XIIe au début du XIXe siècle ;
- cinquième salle : objets d'argent de l'Europe de l'Ouest du XIIIe au XIXe siècle ;
- sixième salle : étoffes précieuses, ouvrages ornementaux et couvre-chefs du XIVe au XVIIIe siècle, costumes civils russes du XVIe au début du XXe siècle ;
- septième salle : regalia et objets de cérémonie des souverains de la Russie du XIIIe au XVIIIe siècle ;
- huitième salle : objets de parade équestre du XVIe au XVIIIe siècle ;
- neuvième salle : équipages et carrosses du XVIe au XVIIIe siècle.